# Gambia i olympiska sommarspelen 2020
Gambia deltog med en trupp på fyra idrottare vid de olympiska sommarspelen 2020 i Tokyo som hölls mellan den 23 juli och 8 augusti 2021 efter att ha blivit framflyttad ett år på grund av coronaviruspandemin. Det var 10:e sommar-OS som Gambia deltog vid. Ingen av landets deltagare erövrade någon medalj.

## Friidrott
Förkortningar
- Notera– Placeringar avser endast det specifika heatet.
- Q = Tog sig vidare till nästa omgång
- q = Tog sig vidare till nästa omgång som den snabbaste förloraren eller, i teknikgrenarna, genom placering utan att nå kvalgränsen
- i.u. = Omgången fanns inte i grenen
- Bye = Idrottaren behövde inte tävla i omgången

Gång- och löpgrenar
| Idrottare     | Gren            | Heat     | Heat      | Kvartsfinal | Kvartsfinal | Semifinal        | Semifinal        | Final            | Final            |
| Idrottare     | Gren            | Resultat | Placering | Resultat    | Placering   | Resultat         | Placering        | Resultat         | Placering        |
| ------------- | --------------- | -------- | --------- | ----------- | ----------- | ---------------- | ---------------- | ---------------- | ---------------- |
| Ebrima Camara | Herrarnas 100 m | Bye      | Bye       | 10,33       | 6           | Gick inte vidare | Gick inte vidare | Gick inte vidare | Gick inte vidare |
| Gina Bass     | Damernas 100 m  | Bye      | Bye       | 11,12 0NR0  | 4 q         | 11,16            | 6                | Gick inte vidare | Gick inte vidare |
| Gina Bass     | Damernas 200 m  | 22,74    | 2 Q       | i.u.        | i.u.        | 22,67            | 4                | Gick inte vidare | Gick inte vidare |

## Judo
| Idrottare | Gren                       | 32-delsfinal         | Sextondelsfinal            | Åttondelsfinal       | Kvartsfinal          | Semifinal            | Återkval             | Final / BM           | Final / BM       |
| Idrottare | Gren                       | Motståndare Resultat | Motståndare Resultat       | Motståndare Resultat | Motståndare Resultat | Motståndare Resultat | Motståndare Resultat | Motståndare Resultat | Placering        |
| --------- | -------------------------- | -------------------- | -------------------------- | -------------------- | -------------------- | -------------------- | -------------------- | -------------------- | ---------------- |
| Faye Njie | Herrarnas lättvikt (73 kg) | bye                  | Makhmadbekov (TJK) L 00–10 | Gick inte vidare     | Gick inte vidare     | Gick inte vidare     | Gick inte vidare     | Gick inte vidare     | Gick inte vidare |

## Simning
| Idrottare    | Gren                  | Heat  | Heat      | Semifinal        | Semifinal        | Final            | Final            |
| Idrottare    | Gren                  | Tid   | Placering | Tid              | Placering        | Tid              | Placering        |
| ------------ | --------------------- | ----- | --------- | ---------------- | ---------------- | ---------------- | ---------------- |
| Ebrima Buaro | Herrarnas 50 m frisim | 27,44 | 66        | Gick inte vidare | Gick inte vidare | Gick inte vidare | Gick inte vidare |